# Hans Boegehold
Hans Boegehold (né le 28 juillet 1876 à Niederstüter, aujourd'hui Sprockhövel et mort le 14 mai 1965 à Iéna) est un mathématicien et opticien allemand.

## Biographie
Boegehold étudie les mathématiques à l'Université d'Iéna et assiste à la dernière conférence d'Ernst Abbe. Il obtient son doctorat en 1898 sur la représentation historico-critique de la construction de la surface de second ordre de neuf points par Carl Johannes Thomae et est la même année assistant à l'Institut de physique d'Iéna. L'année suivante, il commence à travailler comme assistant de recherche dans le cadre du projet Histoire du ciel étoilé de l'Académie royale des sciences de Prusse.
En 1908, il rejoint Moritz von Rohr (de) en tant qu'assistant à Carl-Zeiss-Werke. Au début, il s’occupe principalement du calcul des verres de lunettes, puis de l’amélioration de l’optique du microscope.
Son projet est né de l'exigence de la microphotographie pour un champ de vision aplati au microscope. Il publie en 1927 dans Die geometrische Optik .
En 1938, il réussit à l'aide de ménisques épais après de longues tentatives pour éliminer l'aplatissement du champ et donc la courbure du champ dans la lentille. Le planapochromate et le planachrome sont inventés, ce qui a permet à Carl Zeiss de proposer les premiers objectifs planachromatiques pour microscopes.
En 1940, Boegehold succède au poste de directeur du musée d'optique d'Iéna à la mort de Moritz von Rohr (de).
De 1922 jusqu'à la prise du pouvoir d'Hitler en 1933, Boegehold travaille pour le SPD au parlement de la ville d'Iéna. En raison de sa résistance au régime nazi, il est conduit dans le camp de concentration de Buchenwald en août 1944 - après l'attaque du 20 juillet 1944 - pendant huit jours.
En 1945, il rejoint à nouveau le SPD et le quitte en 1948 après l'unification forcée du SPD et du KPD au parti SED.
En 1953, Boegehold démissionne à sa propre demande de la direction du Zeiss-Rechenbüro Mikro.

## Prix

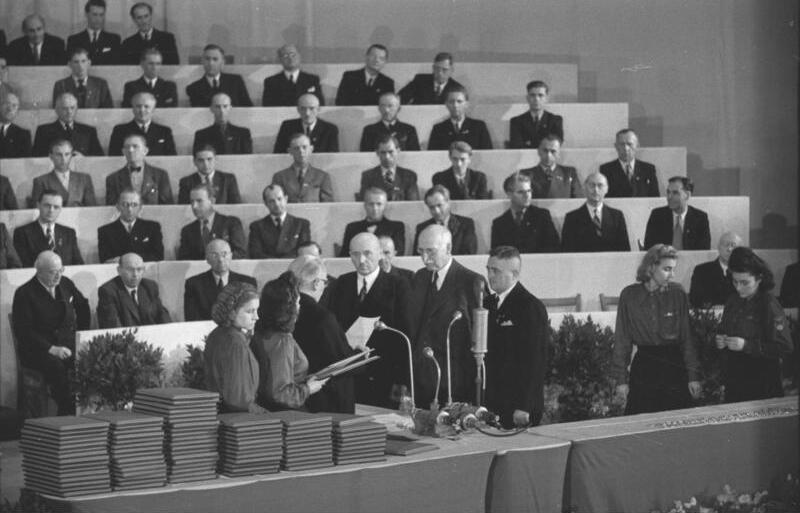
Remise des prix 1950

- 1950: Prix national de la République démocratique allemande (avec Hugo Schrade (de) (VEB Carl Zeiss Iéna) et August Klemm (Schott Iéna)).

La Boegeholdstraße à Iéna est nommée en son honneur.